# Little Bollington
Little Bollington är en by civil parish Little Bollington with Agden, i distriktet Cheshire East, i Storbritannien. Den ligger i grevskapet Cheshire och riksdelen England, i den centrala delen av landet, 260 km nordväst om huvudstaden London. Little Bollington/Bollington var en civil parish 1866–2023 när blev den en del av Little Bollington with Agden. Civil parish hade 162 invånare år 2001.